# Manasse av Juda

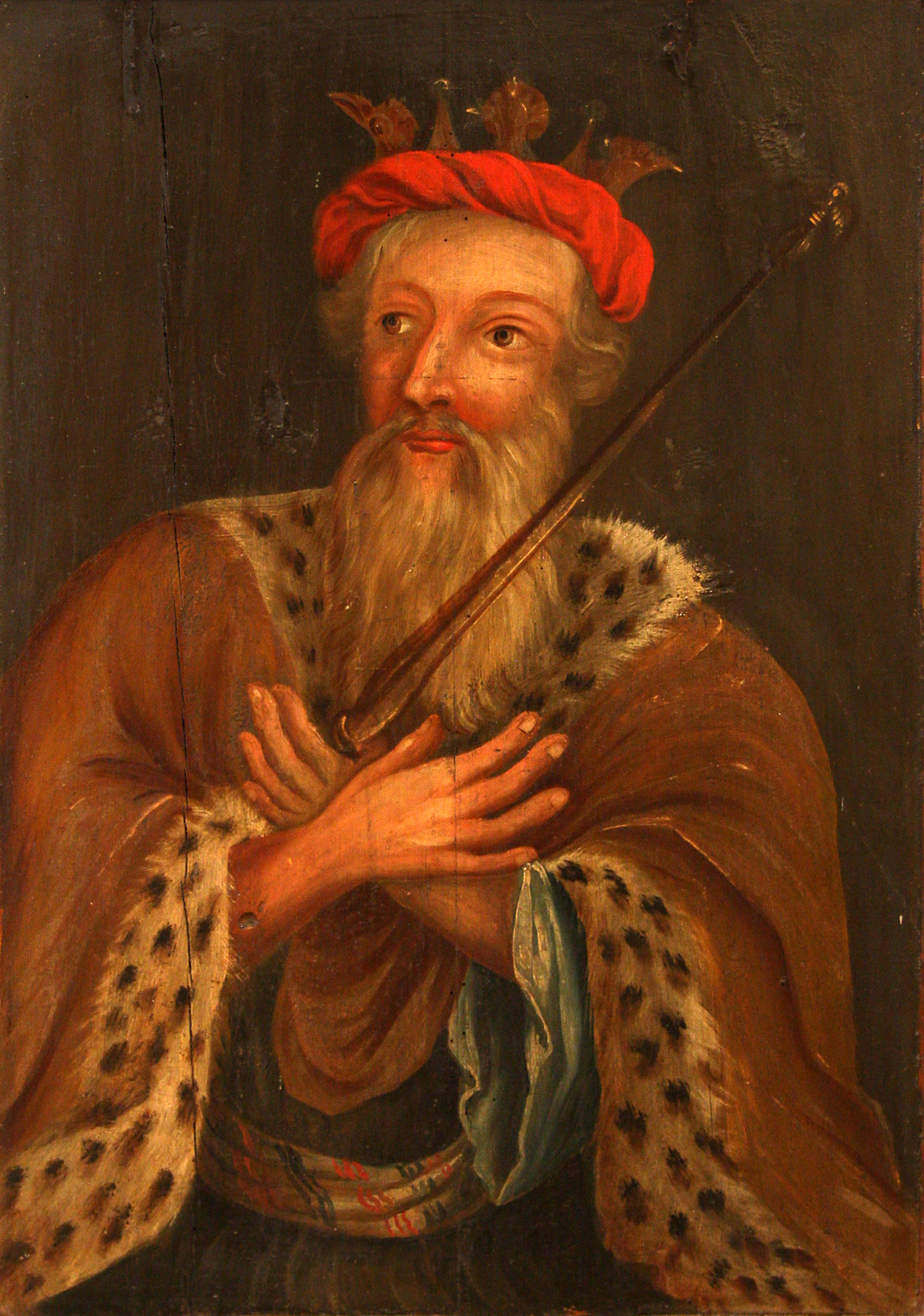
Kung Manasse porträtterad i Sankta Maria kyrka, Åhus

Manasse var kung i Juda rike 697 f.Kr.–642 f.Kr.

## Manasse enligt Gamla Testamentet
Han var tolv år gammal då han blev kung och han regerade i 55 år i Jerusalem. Hans mor hette Hefsi-Ba. Manasse gjorde det som var ont i Guds ögon; offrade till hedniska gudar och lät bland annat sin son gå genom eld. Han reste altaren på de båda förgårdarna i Herrens hus (Templet) till hela den himmelska härskaran (änglar). Dessa dyrkade han. Han utgöt mycket oskyldigt blod och lär enligt judiska traditionen ha dödat profeten Jesaja genom att låta såga itu en ihålig trädstam där profeten hade gömt sig. Manasse hamnade på grund av sin ondska i fångenskap men ödmjukade sig och omvände sig. I Apokryferna finns Manasses bön som påstås innehålla den vädjan som han gjorde till Gud under fångenskapen. I bönen erkänner han bland annat att "mina lagbrott är otaliga som havets sandkorn" och slutar bönen med att erkänna att den himmelska härens plats "Dig lovsjunger hela den himmelska hären, och din är äran i evighet. Amen." Efter sin omvändelse återvänder han till sitt rike och tar bort de offerplatser som han rest i templet och offrar gemenskapsoffer och tack offer till herren. 
Manasses handlingar ledde enligt 2 Kung 24:3 till att Juda blir besegrade och tagna till fångar av den babyloniske konungen Nebukadnessar II.

## Manasse i Nya Testamentet
Hebreerbrevets författare kan syfta på Manasses regeringstid när han säger 
| ” | Andra fick känna på hån och prygel, ja, också bojor och fängelse. De blev stenade, söndersågade, avrättade med svärd. De gick omkring i fårskinn och gethudar, de led brist, förföljdes och misshandlades; världen förtjänade inte att hysa dem. De måste hålla till i ödemarker och bergstrakter, i grottor och jordhålor. (Hebreerbrevet 11:36-38, Bibel 2000). | „ |